# Feel the Steel
Albums de Steel Panther
Hole Patrol
(2003) Balls Out
Singles
Feel the Steel est le second album du groupe de glam metal Steel Panther, c'est le début du groupe sur un label majeur, Universal. Les titres Fat Girl, Stripper Girl et Hell's On Fire sont des ré-enregistrement de leur premier album Hole Patrol,  alors que le titre Death to all but Metal est une chanson précédemment parut sur l'album de compilation Metal Sludge. Comparé à leur précédent album Feel the Steel est un album entièrement composé de chansons, et non de titre composé de discussion et autres blagues.

## Liste des chansons
1. "Death To All But Metal" - 2:30 (feat: Corey Taylor)
2. "Asian Hooker" - 4:02 (feat: Scott Ian, Corey Taylor)
3. "Community Property" - 3:39
4. "Eyes Of A Panther" - 3:37 (feat: Corey Taylor, Brett Anderson)
5. "Fat Girl (Thar She Blows)" - 4:38
6. "Eatin' Ain't Cheatin'" - 3:50
7. "Party All Day (Fuck All Night)" - 3:03 (feat : Justin Hawkins, Allison Robertson)
8. "Turn Out The Lights" - 4:24 (feat: M. Shadows)
9. "Stripper Girl" - 3:35
10. "The Shocker" - 4:10
11. "Girl From Oklahoma" - 3:57
12. "Hell's On Fire" - 3:02

## Membres
- Michael Starr - chant
- Satchel - guitare acoustique, rythmique,solo / chœurs
- Lexxi Foxxx - Basse, chœurs
- Stix Zadinia - Batterie, chœurs

## Participations
Corey Taylor, leader du groupe Slipknot et Stone Sour, apparait sur 3 chansons en faisant les chœurs, Scott Ian du groupe Anthrax joue un solo de guitare sur la chanson "Asian Hooker", Justin Hawkins (The Darkness, Hot Leg) fait les chœurs sur la chanson "Party All Day...", les membres du groupe The Donnas Allison Robertson et Brett Anderson apparaissent à la guitare et aux chœurs, enfin M. Shadows du groupe Avenged Sevenfold apparait sur la chanson Turn out the lights.